# Rugops primus
Rugops (il cui nome significa "faccia rugosa") è un genere estinto di dinosauro teropode abelisauride vissuto all'inizio del Cretaceo superiore (Cenomaniano, circa 95 milioni di anni fa), in quello che è oggi il Niger, Africa. È uno dei più antichi abelisauri noti, inoltre la sua scoperta avvenuta nel 2000 è stata una svolta cruciale nella comprensione dell'evoluzione dei teropodi della zona, e dimostra che all'epoca questo continente era ancora unito nel supercontinente di Gondwana in quel periodo.

## Descrizione
I resti di questo dinosauro constano esclusivamente di un cranio ben conservato, da cui i paleontologi hanno potuto stimare la lunghezza complessiva dell'animale, stimando una lunghezza complessiva di circa 6 metri (20 piedi), anche sulla base dei confronti con i suoi parenti. Il Rugops era dotato, come gli altri abelisauri, di un cranio corto e alto, percorso da due file di basse protuberanze che correvano longitudinalmente dalle narici alla zona degli occhi, inoltre il cranio era percorso da numerosi vasi sanguigni, facendo supporre a Paul Sereno, che descrisse l'animale nel 2004, che il cranio dell'animale non era adatto al "combattimento o alla frantumazione di ossa". Probabilmente, queste protuberanze rugose reggevano, nell'animale in vita, qualche tipo di cresta (forse simili a quelle presenti in Dilophosaurus). Le rugosità presenti sul cranio ospitavano probabilmente numerosi vasi sanguigni, ed è possibile che queste parti della testa fossero ricoperte da un tessuto vivacemente colorato.

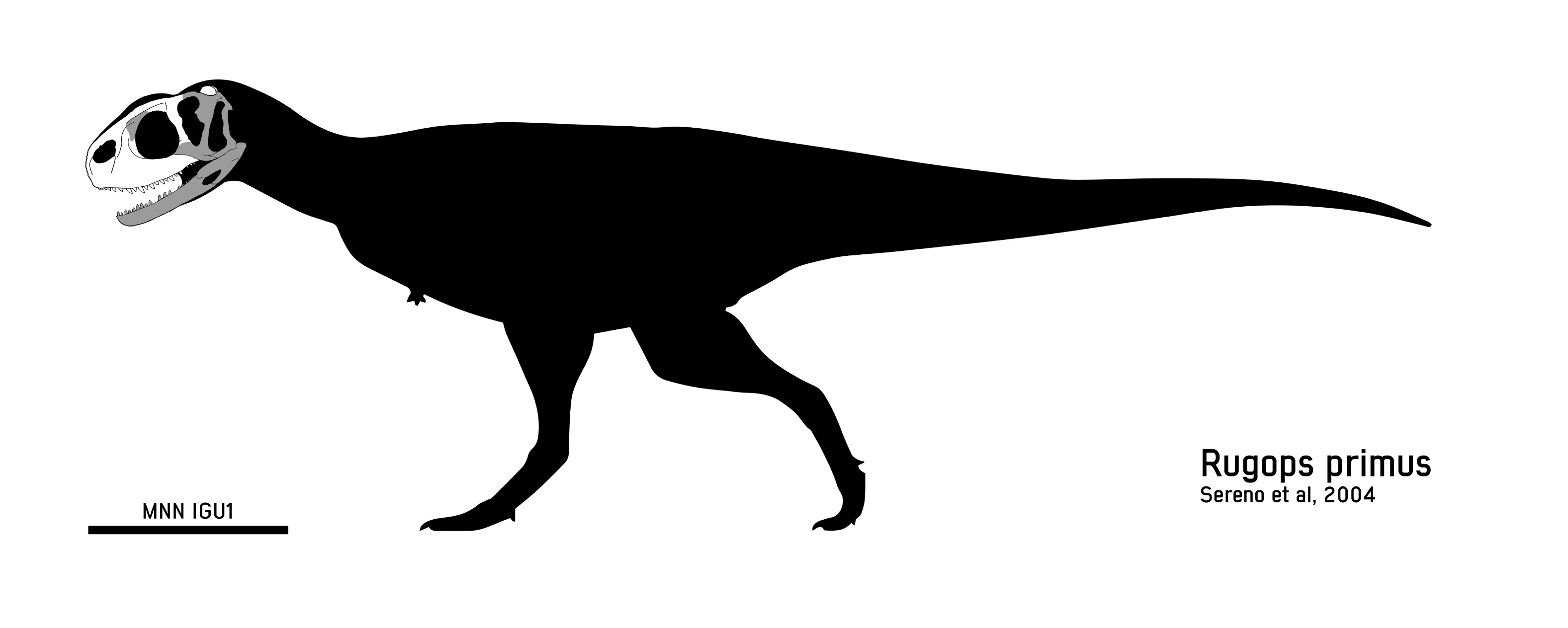
Olotipo e parti conosciute dello scheletro di Rugops (MNN IGU1)

Nonostante non si conosca nessun altro materiale scheletrico escluso il cranio di Rugops, dal raffronto con altri abelisauridi si può dedurre che l'animale aveva un corpo robusto e voluminoso, ma aveva braccia incredibilmente piccole e rigide in confronto al corpo, che nonostante la loro inutilità nel combattimento, potevano essere utilizzate per mantenere l'equilibrio e/o per controbilanciare la testa dell'animale.
La specie tipo, Rugops primus, il cui nome significa "prima faccia rugosa", fu scoperta nel 2000 da Paul Sereno, all'interno della Formazione Echkar, nell'odierno Niger. Secondo i paleontologi il Rugops è filogeneticamente più vicino a Majungasaurus.

## Classificazione
Rugops è stato descritto per la prima volta nel 2004 da Paul Sereno; i resti, ritrovati nei sedimenti dell'inizio del Cretaceo superiore in Niger, sono stati subito attribuiti alla famiglia degli abelisauridi; questi erano un gruppo di dinosauri teropodi tipici dei continenti meridionali, sviluppatisi indipendentemente dai tetanuri diffusi principalmente nel Laurasia. Tra gli abelisauri, Rugops sembrerebbe essere una delle forme più basali.

## Implicazioni paleogeografiche
Rugops è stato il primo abelisauro ufficialmente descritto nel continente africano (se si eccettua Majungasaurus, proveniente dal Madagascar) e testimonia che la diffusione di questi dinosauri teropodi era già iniziata nel Cenomaniano. La presenza di Rugops in Africa dimostra inoltre che questa terra era ancora unita al Gondwana nel corso del Cretaceo; ulteriori ritrovamenti di abelisauri in terreni ancora più antichi, sempre in Niger (Kryptops) farebbero pensare a un'evoluzione di questi animali proprio in Africa.

## Paleobiologia
Rugops era senza dubbio un carnivoro, come testimonia la dentatura e le altre caratteristiche del cranio. L'eventuale presenza di creste delicate e vasi sanguigni, però, ha portato il paleontologo Paul Sereno a ipotizzare che Rugops non fosse un cacciatore attivo: le strutture sarebbero state troppo delicate per essere utilizzate costantemente nella caccia, ed è probabile che questo animale si cibasse piuttosto spesso di carogne.

## Nella cultura di massa
Il Rugops appare nella serie di Discovery Channel Mega Beasts dove viene invece visto come un cacciatore di altri dinosauri e come preda di Spinosaurus. Appare inoltre nel primo episodio della serie di documentari BBC Planet Dinosaur, ambientato nel Cretaceo africano, dove viene visto più verosimilmente come un animale saprofago, nutrendosi dei resti delle prede di uno Spinosaurus.
Nel franchise di Jurassic Park, il DNA di Rugops è stato usato per la creazione dell'Indominus rex l'ibrido carnivoro antagonista del film del 2015 Jurassic World. L'animale in se non è tuttavia mai apparso nel franchise e non è nota la sua esistenza all'interno del canone, fatto assai strano è che il Rugops non appare in nessun prodotto promozionale di Jurassic World come giocattoli per bambini o videogiochi, rendendolo quindi assai poco conosciuto all'interno del franchise, anche se Rugops è apparso nella linea di giocattoli basata su Jurassic World - Il dominio in cui, stranamente, è stato realizzato con un folto piumaggio e zampe anteriori a due dita, come se fosse un Tyrannosauridae.